# Culex cinerellus
Culex cinerellus är en tvåvingeart som beskrevs av Edwards 1922. Culex cinerellus ingår i släktet Culex och familjen stickmyggor. Inga underarter finns listade i Catalogue of Life.